# Lista de personalidades do YouTube
A lista de personalidades do YouTube traz o nome de personalidades com canais no YouTube, também conhecidos como YouTubers, que alcançaram notoriedade em sua área de atuação.

## Personalidades

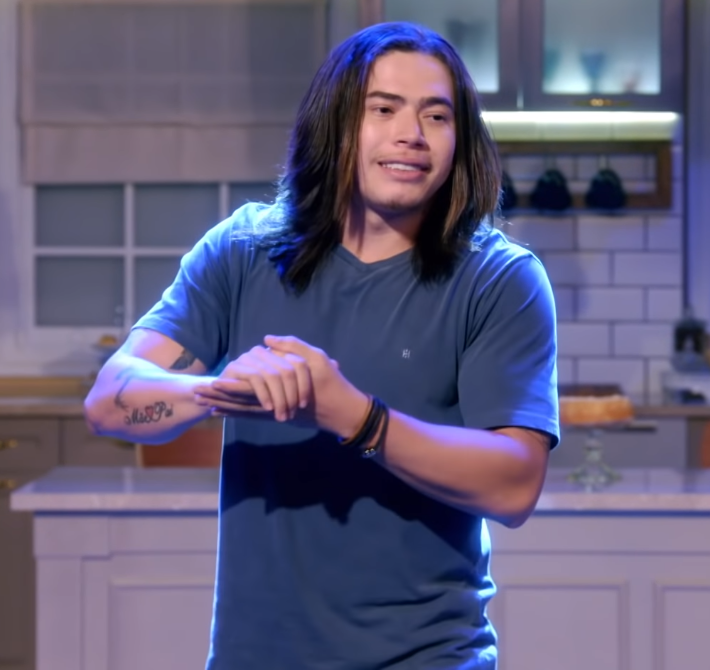
Whindersson Nunes.

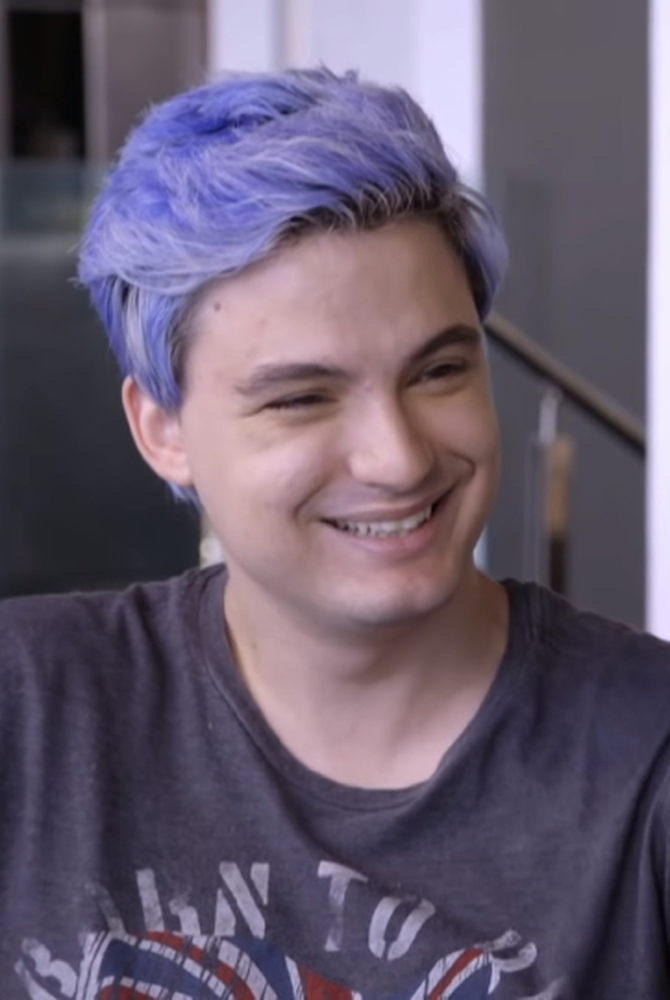
Felipe Neto.

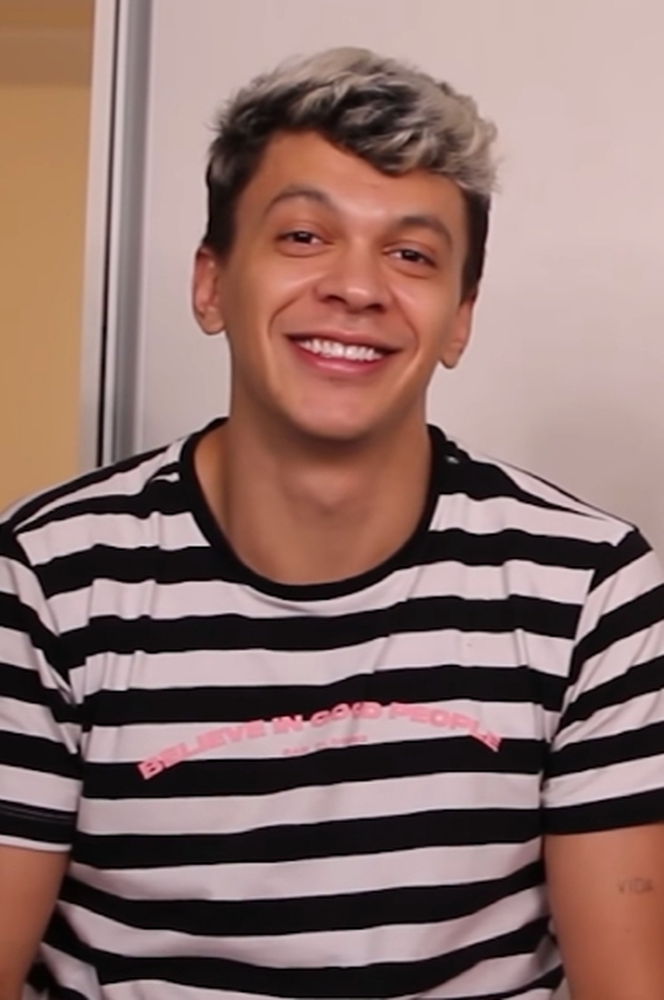
Júlio Cocielo.

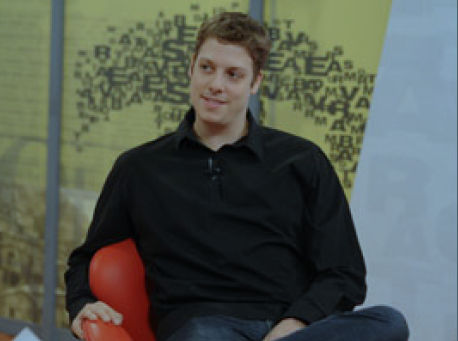
Fábio Porchat.

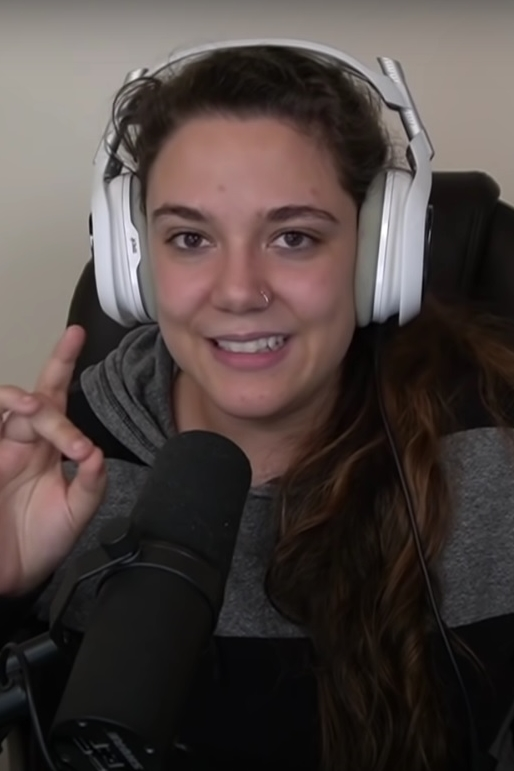
Malena Nunes.

| Usuário(a)(s)            | Canal                                   | Gênero                               | País           | Ref.                        |
| ------------------------ | --------------------------------------- | ------------------------------------ | -------------- | --------------------------- |
| Aaron Yonda              | blamesocietyfilms                       | humor                                | Estados Unidos | [ 1 ]                       |
| Alex Day                 | nerimon                                 | música                               | Reino Unido    | [ 2 ]                       |
| Alex Goot                | gootmusic                               | música                               | Estados Unidos | [ 3 ] [ 4 ] [ 5 ]           |
| Alexa Goddard            | AlexaMusicTV                            | música                               | Reino Unido    | [ 6 ]                       |
| Alexis Jordan            | Alexisjordan1                           | música                               | Estados Unidos | [ 7 ]                       |
| Antônia Fontenelle       | Na Lata                                 | vlog                                 | Brasil         | [ 8 ]                       |
| Amanda Baggs             | silentmiaow                             | ativismo                             | Estados Unidos | [ 9 ] [ 10 ]                |
| Ana Free                 | anafree                                 | música                               | Portugal       | [ 11 ]                      |
| Ben Going                | boh3m3                                  | vlog                                 | Estados Unidos | [ 12 ]                      |
| Bobby Miller             | bobbymiller                             | humor                                | Estados Unidos | [ 13 ]                      |
| Bruna Lombardi           | brunalombardi                           | vlog                                 | Brasil         | [ 14 ]                      |
| Bruno Matos              | Blogueirinha                            | Humor                                | Brasil         | [ 15 ]                      |
| BruninZor                | Brino                                   | Entretenimento                       | Brasil         | [ 16 ]                      |
| Byel                     | Byel                                    | Entretenimento                       | Brasil         | [ 17 ]                      |
| Camila Coelho            | MakeUpByCamila                          | maquiagem                            | [ 18 ] [ 19 ]  |                             |
| Catherine Wayne          | boxxybabee                              | humor                                | Estados Unidos | [ 20 ]                      |
| Catia Fonseca            | TV Catia Fonseca                        | variedades                           | Brasil         | [ 21 ]                      |
| Celso Portiolli          | Celso Portiolli                         | vlog                                 | Brasil         | [ 22 ]                      |
| Christina Grimmie        | zeldaxlove64                            | música                               | Estados Unidos | [ 23 ]                      |
| Christian Figueiredo     | Eu Fico Loko                            | vlog                                 | Brasil         | [ 24 ]                      |
| Christian Figueiredo     | Christian Figueiredo                    | vlog                                 | Brasil         | [ 24 ]                      |
| Craig Benzine            | wheezywaiter                            | vlog                                 | Estados Unidos | [ 25 ]                      |
| Dan Howell               | danisnotonfire                          | vlog                                 | Reino Unido    | [ 26 ]                      |
| Daniel Ferretto          | Professor Ferretto                      | Educação                             | Brasil         | [ 27 ]                      |
| Danilo Nogy              | Canal 90                                | Retrospectiva humor curiosidades     | Brasil         | [ 28 ]                      |
| David Choi               | davidchoimusic                          | música                               | Estados Unidos | [ 29 ] [ 30 ]               |
| David Choi               | davidchoitalk                           | vlog                                 | Estados Unidos | [ 29 ] [ 30 ]               |
| Dream (pseudônimo)       | Dream                                   | Minecraft                            | Estados Unidos | [ 31 ] [ 32 ] [ 33 ] [ 34 ] |
| Dream (pseudônimo)       | Dreamxd                                 | Minecraft                            | Estados Unidos | [ 31 ] [ 32 ] [ 33 ] [ 34 ] |
| Dream (pseudônimo)       | Minecraft manhunt                       | Minecraft                            | Estados Unidos | [ 31 ] [ 32 ] [ 33 ] [ 34 ] |
| Dream (pseudônimo)       | Dream teeam                             | Minecraft                            | Estados Unidos | [ 31 ] [ 32 ] [ 33 ] [ 34 ] |
| Eduardo Barreto          | Os Primitivos                           | pegadinha                            | Brasil         | [ 35 ]                      |
| Eduardo Benvenuti        | BRKsEDU                                 | gameplay                             | Brasil         |                             |
| Eduardo Fernando         | EduKof                                  | Entretenimento                       | Brasil         | [ 36 ]                      |
| Esmée Denters            | esmeedenters                            | música                               | Nova Zelândia  | [ 37 ] [ 38 ]               |
| Felipe Bressanim         | Felca                                   | humor                                | Brasil         |                             |
| Felipe Castanhari        | Canal Nostalgia                         | vlog                                 | Brasil         | [ 39 ]                      |
| Felipe Neto              | Felipe Neto                             | vlog                                 | Brasil         | [ 40 ]                      |
| Felix Kjellberg          | PewDiePie                               | gameplay                             | Suécia         | [ 41 ]                      |
| Freddie Wong             | freddiew                                | variedades                           | Estados Unidos | [ 42 ]                      |
| Gabriel Bruno            | Gaba                                    | entretenimento                       | Brasil         | [ 43 ]                      |
| Gary Brolsma             | nehnuma                                 | variedades                           | Estados Unidos |                             |
| Gil Brother              | canalaway                               | variedades                           | Brasil         | [ 44 ]                      |
| Gille                    | GILLEsound                              | música                               | Japão          | [ 45 ]                      |
| Giovanna Ewbank          | GIOH                                    | variedades                           | Brasil         | [ 46 ]                      |
| Henry Bugalho            | henrybugalho                            | política                             | Brasil         | [ 47 ]                      |
| Ian Dennis               | MonaLisaNaked                           | arte                                 | Reino Unido    | [ 48 ]                      |
| Iberê Thenório           | Manual do Mundo                         | ciências                             | Brasil         |                             |
| Isabela Boscov           | Isabela Boscov                          | Crítica de filmes                    | Brasil         | [ 49 ]                      |
| Izabella Camargo         | Dá um Tempo!                            | vlog                                 | Brasil         | [ 50 ]                      |
| Jack Conte               | jackcontemusic                          | música                               | Estados Unidos | [ 51 ]                      |
| Jack Vale                | jackvalefilms                           | humor                                | Estados Unidos | [ 52 ]                      |
| Jade Picon               | Jade Picon                              | vlog                                 | Estados Unidos | [ 53 ]                      |
| James Rolfe              | cinemassacre                            | videogames                           | Estados Unidos | [ 54 ]                      |
| Jamie Grace              | jGracePro                               | música                               | Estados Unidos | [ 55 ] [ 56 ]               |
| Jessica Lee Rose         | Lonelygirl15                            | vlog                                 | Nova Zelândia  | [ 57 ]                      |
| Joe Penna                | MysteryGuitarMan                        | música                               | Brasil         | [ 58 ]                      |
| Jon Lajoie               | jonlajoie‎                               | humor                                | Canadá         | [ 59 ]                      |
| Jones Manoel             | Jones Manoel                            | ativismo história                    | Brasil         | [ 60 ]                      |
| José Luiz Datena         | Canal do Datena                         | variedades                           | Brasil         | [ 61 ]                      |
| Julia Tolezano           | JoutJout Prazer                         | ativismo vlog                        | Brasil         | [ 62 ]                      |
| Júlio                    | Canal do Júlio (personagem do Cocoricó) | Humor/infantil                       | Brasil         | [ 63 ]                      |
| Júlio Cocielo            | CanalCanalha                            | humor                                | Brasil         | [ 64 ]                      |
| Justin Bieber            | kidrauhl                                | música                               | Canadá         | [ 65 ]                      |
| Justine Ezarik           | ijustine                                | humor                                | Estados Unidos | [ 66 ]                      |
| Karen Alloy              | Spricket24                              | humor                                | Estados Unidos | [ 67 ]                      |
| Kéfera Buchmann          | 5incominutos                            | esquete                              | Brasil         | [ 68 ] [ 69 ] [ 70 ]        |
| Kéfera Buchmann          | keferavlog                              | vlog                                 | Brasil         | [ 68 ] [ 69 ] [ 70 ]        |
| Kurt Hugo Schneider      | KurtHugoSchneider                       | música                               | Estados Unidos | [ 71 ] [ 72 ]               |
| Lisa Lavie               | lisalavie1                              | música                               | sem informação | [ 73 ]                      |
| Lauren Luke              | panacea81                               | maquiagem                            | Estados Unidos | [ 74 ] [ 75 ]               |
| Leon Martins             | Coisa de Nerd                           | gameplay                             | Brasil         | [ 76 ]                      |
| Linus Sebastian          | Linus Tech Tips                         | Tecnologia                           | Canadá         |                             |
| Lucas Rossi Feuerschütte | LubaTV                                  | vlog                                 | Brasil         |                             |
| Lucas Rossi Feuerschütte | LubaTV Games                            | gameplay                             | Brasil         |                             |
| Lucas Olioti             | T3ddy                                   | humor                                | Brasil         | [ 77 ]                      |
| Lucas Caetano            | vagazoide                               | vlog                                 | Brasil         | [ 78 ]                      |
| Lucas Lira               | Invento na Hora                         | vlog                                 | Brasil         | [ 79 ]                      |
| Lucas Lira               | Lucas Lira                              | vlog                                 | Brasil         | [ 79 ]                      |
| Luccas Neto              | Luccas Neto                             | vlog                                 | Brasil         |                             |
| Luciane Ferraes          | luferraesmake                           | maquiagem                            | Brasil         | [ 80 ]                      |
| Luís Ernesto Lacombe     | Luís Ernesto Lacombe                    | vlog                                 | Brasil         | [ 81 ]                      |
| Maitê Proença            | Canal da Maitê                          | vlog                                 | Brasil         | [ 82 ]                      |
| Malena Nunes             | malena010102                            | gameplays                            | Brasil         | [ 83 ]                      |
| Márcia Goldschmidt       | Marcia Golds                            | vlog                                 | Brasil         | [ 84 ]                      |
| Marcos Castro            | Castro Brothers                         | variedades                           | Brasil         | [ 85 ]                      |
| Maria Homem              | Maria Homem                             | psicanálise, literatura, comunicação | Brasil         | [ 86 ]                      |
| Mariane Caroline Rossi   | Sweet Carol                             | ASMR                                 | Brasil         | [ 87 ]                      |
| Marié Digby              | MarieDigby                              | música                               | Estados Unidos | [ 88 ]                      |
| Matt Sloan               | blamesocietyfilms                       | humor                                | Estados Unidos | [ 1 ]                       |
| Maurício Meirelles       | Maurício Meirelles                      | humor                                | Brasil         | [ 89 ]                      |
| Maxwel Rocha de Meireles | MaxMRM                                  | gameplay                             | Brasil         | [ 90 ]                      |
| Merton                   | PianoChatImprov                         | música                               | Estados Unidos | [ 91 ]                      |
| Mia Rose                 | miaarose                                | música                               | Reino Unido    | [ 92 ]                      |
| Milho Wonka, Lana Burns  | Freak TV                                | Casos criminais                      | Brasil         | [ 93 ]                      |
| MrPoladoful              | MrPoladoful                             | humor gameplay                       | Brasil         | [ 94 ]                      |
| Murilo Cervi             | Muca Muriçoca                           | variedades                           | Brasil         |                             |
| Nando Moura              | Nando Moura                             | política                             | Brasil         |                             |
| Natalie Tran             | communitychannel                        | vlog                                 | Austrália      | [ 95 ]                      |
| Natalie Wynn             | ContraPoints                            | educação                             | Estados Unidos | [ 96 ]                      |
| Nataly Dawn              | natalydawn                              | música                               | Estados Unidos | [ 97 ]                      |
| Nathalia Arcuri          | Me Poupe!                               | finanças                             | Brasil         | [ 98 ]                      |
| Nathalia Rodrigues       | Nath Finanças                           | finanças                             | Brasil         | [ 99 ]                      |
| Nilce Moretto            | Coisa de Nerd                           | gameplay                             | Brasil         | [ 100 ]                     |
| Otávio Albuquerque       | orolegourmet                            | culinária                            | Brasil         | [ 101 ]                     |
| Otavio Ugá               | Super Oito                              | Crítica de filmes                    | Brasil         | [ 102 ] [ 103 ]             |
| HX Leal                  | HX Leal                                 | Entretenimento                       | Brasil         | [ 104 ]                     |
| Patrick Condell          | patcondell                              | humor                                | Reino Unido    | [ 105 ]                     |
| Paul Joseph Watson       | Prison Planet                           | ativismo                             | Reino Unido    | [ 106 ]                     |
| Paulo Kogos              | Ocidente em Fúria - com Paulo Kogos     | ativismo vlog                        | Brasil         | [ 107 ]                     |
| PC Siqueira              | maspoxavida                             | vlog                                 | Brasil         | [ 108 ]                     |
| PC Siqueira              | orolegourmet                            | culinária                            | Brasil         | [ 101 ]                     |
| PC Siqueira              | videogamesedinos                        | gameplay                             | Brasil         |                             |
| Phil Lester              | AmazingPhil                             | vlog                                 | Reino Unido    | [ 109 ] [ 110 ]             |
| Pirulla                  | Canal do Pirulla                        | Ciência atualidades                  | Brasil         | [ 111 ]                     |
| Pyong Lee                | Pyong Lee                               | hipnose mágicaempreendedorismo       | Brasil         | [ 112 ]                     |
| Rafael Lange             | Cellbit                                 | humor                                | Brasil         | [ 113 ]                     |
| Rato Borrachudo          | ratoborrachudo                          | gameplay e vlog                      | Brasil         | [ 114 ]                     |
| Ray William Johnson      | RayWilliamJohnson                       | vlog                                 | Estados Unidos | [ 115 ]                     |
| Rebecca Black            | rebecca                                 | música                               | Estados Unidos | [ 116 ]                     |
| Rémi Gaillard            | nqtv                                    | humor                                | França         | [ 117 ]                     |
| Pedro Afonso Rezende     | rezendeevil                             | humor                                | Brasil         | [ 118 ]                     |
| Pedro Orochi             | Orochinho                               | humor                                | Brasil         |                             |
| Ronald Jenkees           | ronaldjenkees                           | música                               | Estados Unidos | [ 119 ]                     |
| Rd da ilha               | Rd da ilha                              | música                               | Brasil         |                             |
| Sabrina Fernandes        | Tese Onze                               | sociologia política ativismo         | Brasil         | [ 120 ]                     |
| Selma Sueli Silva        | Mundo Autista                           | vlog pesquisa ativismo               | Brasil         | [ 121 ]                     |
| Sophia Mendonça          | Mundo Autista                           | vlog pesquisa ativismo               | Brasil         | [ 121 ]                     |
| Salman Khan              | Khanacademy                             | educação                             | Estados Unidos | [ 122 ]                     |
| Sam Tsui                 | TheSamTsui                              | música                               | Estados Unidos | [ 123 ]                     |
| Sara Niemietz            | SaraNiemietz                            | música                               | Estados Unidos | [ 124 ]                     |
| Schwarza                 | poligonautas                            | astronomia física atualidades        | Brasil         | [ 125 ]                     |
| Shane Dawson             | ShaneDawsonTV                           | humor                                | Estados Unidos | [ 126 ]                     |
| Sikêra Júnior            | Sikera Junior                           | variedades                           | Brasil         | [ 127 ]                     |
| Soulja Boy               | SouljaBoy                               | música                               | Estados Unidos | [ 128 ]                     |
| Sunaika Bruna            | Sunaika Bruna                           | vlog                                 | Brasil         | [ 129 ]                     |
| Tay Zonday               | TayZonday                               | variedades                           | Estados Unidos | [ 130 ]                     |
| Terra Naomi              | terranaomi                              | música                               | Estados Unidos | [ 131 ]                     |
| Toby Turner              | Tobuscus                                | variedades                           | Estados Unidos | [ 132 ]                     |
| Venetian Princess        | VenetianPrincess                        | variedades                           | Estados Unidos | [ 133 ]                     |
| Venus Palermo            | VenusAngelic                            | música                               | Reino Unido    | [ 134 ]                     |
| Vi Hart                  | Vihart                                  | educação                             | Estados Unidos | [ 135 ]                     |
| Virgínia Fonseca         | Virgínia Fonseca                        | vlog                                 | Brasil         | [ 136 ]                     |
| Vlad                     | Área Secreta                            | variedades                           | Brasil         |                             |
| Lukas Marques            | Você Sabia?                             | educação                             | Brasil         |                             |
| Daniel Molo              | Você Sabia?                             | educação                             | Brasil         |                             |
| Waldemar Dalenogare Neto | Dalenogare Críticas                     | pesquisa e crítica de cinema         | Brasil         | [ 137 ]                     |
| Whindersson Nunes        | whinderssonnunes                        | humor                                | Brasil         | [ 138 ]                     |
| Gustavo Paródias         | Gustavo Paródias                        | Entretenimento                       | Brasil         | [ 139 ]                     |

## Ranking

### No Brasil

#### Canais por número de inscritos
| Posição | Canal                     | Usuário                                                                           | Gênero         | Inscritos |
| ------- | ------------------------- | --------------------------------------------------------------------------------- | -------------- | --------- |
| 1.      | Canal KondZilla           | KondZilla                                                                         | Música         | 66.8M     |
| 2.      | Felipe Neto               | Felipe Neto                                                                       | Entretenimento | 46.1M     |
| 3.      | Você Sabia?               | Lukas Marques e Daniel Molo                                                       | Variedades     | 45.1M     |
| 4.      | whinderssonnunes          | Whindersson Nunes                                                                 | Comédia        | 44.4M     |
| 5.      | LUCCAS NETO - LUCCAS TOON | Luccas Neto                                                                       | Entretenimento | 41.1M     |
| 6.      | GR6 EXPLODE               | Rodrigo GR6                                                                       | Música         | 39.7M     |
| 7.      | Maria Clara & JP          | Maria Clara & JP                                                                  | Entretenimento | 38.6M     |
| 8.      | Galinha Pintadinha        | Galinha Pintadinha                                                                | Entretenimento | 34.7M     |
| 9.      | rezendeevil               | Pedro Rezende                                                                     | Entretenimento | 32.3M     |
| 10.     | Renato Garcia             | Renato Garcia                                                                     | Entretenimento | 27.5M     |
| 11.     | Marília Mendonça          | Marília Mendonça                                                                  | Entretenimento | 26.2M     |
| 12.     | Valentina Pontes          | Valentina Pontes                                                                  | Música         | 23.2M     |
| 13.     | CanalCanalha              | Júlio Cocielo                                                                     | Comédia        | 20.5M     |
| 14.     | AuthenticGames            | Marco Túlio                                                                       | Jogos          | 19.9M     |
| 15.     | Totoykids                 | Totoykids                                                                         | Entretenimento | 17.9M     |
| 16.     | Gusttavo Lima Oficial     | Gusttavo Lima                                                                     | Música         | 17.7M     |
| 17.     | Cia. Daniel Saboya        | Daniel Saboya                                                                     | Música         | 17.5M     |
| 18.     | INCRÍVEL                  | INCRÍVEL                                                                          | Entretenimento | 17.3M     |
| 19.     | Turma da Mônica           | Mauricio de Sousa                                                                 | Entretenimento | 17.2M     |
| 20.     | Porta dos Fundos          | Fabio Porchat, Gabriel Totoro, Gregório Duvivier, João Vicente de Castro e outros | Entretenimento | 16.8M     |

#### Canais por número de visualizações
| Posição | Canal                     | Usuário                         | Gênero         | Visualizações |
| ------- | ------------------------- | ------------------------------- | -------------- | ------------- |
| 1.      | Canal KondZilla           | Kondzilla                       | Música         | 32B           |
| 2.      | Galinha Pintadinha        | Galinha Pintadinha              | Entretenimento | 16.9B         |
| 3.      | GR6 EXPLODE               | Rodrigo GR6                     | Música         | 16.4B         |
| 4.      | LUCCAS NETO - LUCCAS TOON | Luccas Neto                     | Entretenimento | 13.1B         |
| 5.      | Marília Mendonça          | Marília Mendonça                | Música         | 11.3B         |
| 6.      | rezendeevil               | Pedro Rezende                   | Entretenimento | 10.9B         |
| 7.      | Maria Clara & JP          | Maria Clara & JP                | Entretenimento | 10.8B         |
| 8.      | Turma da Mônica           | Mauricio de Sousa               | Entretenimento | 10.8B         |
| 9.      | Felipe Neto               | Felipe Neto                     | Entretenimento | 10.7B         |
| 10.     | Henrique e Juliano        | Henrique e Juliano              | Música         | 8.6B          |
| 11.     | AuthenticGames            | Marco Túlio                     | Jogos          | 8.2B          |
| 12.     | TotoyKids                 | TotoyKids                       | Entretenimento | 8.1B          |
| 13.     | Zé Neto & Cristiano       | Zé Neto e Cristiano             | Música         | 7.3B          |
| 14.     | Gusttavo Lima Oficial     | Gusttavo Lima                   | Música         | 6.7B          |
| 15.     | RedeTV                    | RedeTV                          | Entretenimento | 6.5B          |
| 16.     | Valentina Pontes          | Valentina Pontes                | Entretenimento | 6.2B          |
| 17.     | Tazercraft                | Tarik Felipe e Mikhael Línnyker | Entretenimento | 6B            |
| 18.     | Wesley Safadão            | Wesley Safadão                  | Música         | 5.6B          |
| 19.     | Jorge & Matheus Oficial   | Jorge & Mateus                  | Música         | 5.6B          |
| 20.     | Você Sabia?               | Lukas Marques e Daniel Molo     | Variedades     | 5.5B          |

### Em Portugal

#### Canais por número de inscritos
| Posição | Canal                              | Usuário                            | Gênero         | Inscritos |
| ------- | ---------------------------------- | ---------------------------------- | -------------- | --------- |
| 1.      | SirKazzio                          | Anthony Sousa                      | Entretenimento | 4.96M     |
| 2.      | D4rkFrame                          | António Ramos                      | Entretenimento | 4.92M     |
| 3.      | wuant                              | Paulo Borges                       | Entretenimento | 3.71M     |
| 4.      | WildBrain em Português             | WildBrain                          | Filmes         | 5.16M     |
| 5.      | Fer0m0nas                          | Miguel Campos                      | Jogos          | 3.22M     |
| 6.      | Temperos e Sabores                 | Maria José                         | Culinária      | 4.78M     |
| 7.      | FEEL MY STYLE                      | FEEL MY STYLE                      | Esportes       | 2.92M     |
| 8.      | Panda E Os Caricas                 | Canal Panda                        | Música         | 3.11M     |
| 9.      | Nu Meditation Music                | Nu Meditation Music                | Música         | 2.77M     |
| 10.     | Windoh                             | Diogo Figueiras                    | Entretenimento | 1.74M     |
| 11.     | TVI                                | TVI                                | Entretenimento | 1.89M     |
| 12.     | Olena Starodubets                  | Olena Starodubets                  | Esportes       | 2.53M     |
| 13.     | Cristiano Ronaldo                  | Cristiano Ronaldo                  | Esportes       | 1.61M     |
| 14.     | Nuno Agonia                        | Nuno Agonia                        | Tecnologia     | 1.61M     |
| 15.     | Os Amiguinhos Contos e Historinhas | Os Amiguinhos Contos e Historinhas | Entretenimento | 2.71M     |
| 16.     | Pi                                 | Miguel Monteiro                    | Entretenimento | 1.17M     |
| 17.     | Cakepedia                          | Cakepedia                          | Culinária      | 1.49M     |
| 18.     | Dino Pereira                       | Dino Pereira                       | Filmes         | 1.07M     |
| 19.     | The Voice Portugal                 | RTP                                | Entretenimento | 1.35M     |

#### Canais por número de visualizações
| Posição | Canal                  | Usuário             | Gênero         | Visualizações |
| ------- | ---------------------- | ------------------- | -------------- | ------------- |
| 1.      | WildBrain em Português | WildBrain           | Filmes         | 1.3B          |
| 2.      | wuant                  | Paulo Borges        | Entretenimento | 1.1B          |
| 3.      | SirKazzio              | Anthony Sousa       | Entretenimento | 1B            |
| 4.      | TVI                    | TVI                 | Entretenimento | 880M          |
| 5.      | D4rkFrame              | António Ramos       | Entretenimento | 800M          |
| 6.      | The Voice Portugal     | RTP                 | Entretenimento | 734M          |
| 7.      | Fer0m0nas              | Miguel Campos       | Jogos          | 594M          |
| 8.      | KlassziK               | KlassziK            | Música         | 586M          |
| 9.      | Mais Kizomba           | Mais Kizomba        | Música         | 496M          |
| 10.     | Vidisco                | Vidisco             | Música         | 445M          |
| 11.     | RTP                    | RTP                 | Entretenimento | 442M          |
| 12.     | É-KARGA MUSIC ENT.     | É-KARGA MUSIC ENT.  | Música         | 412M          |
| 13.     | FEEL MY STYLE          | FEEL MY STYLE       | Esportes       | 403M          |
| 14.     | Nu Meditation Music    | Nu Meditation Music | Música         | 396M          |
| 15.     | RicFazeres             | Ricardo Fazeres     | Jogos          | 371M          |
| 16.     | Eduarda Ferrão         | Eduarda Ferrão      | Entretenimento | 338M          |
| 17.     | V Kids                 | V Kids              | Entretenimento | 330M          |
| 18.     | Tiagovski              | Tiago Saramago      | Jogos          | 310M          |
| 19.     | Marinho Rui            | Marinho Rui         | Esportes       | 288M          |
| 20.     | Temperos e Sabores     | Maria José          | Culinária      | 292M          |